# Ilex gracilis
Ilex gracilis är en järneksväxtart som beskrevs av Chang Jiang Tseng. Ilex gracilis ingår i släktet järnekar, och familjen järneksväxter. Inga underarter finns listade i Catalogue of Life.